# 荣耀50系列
荣耀50系列是荣耀于2021年6月16日推出的一款手机，是荣耀30的换代产品，包括荣耀50、荣耀50PRO。其中荣耀50和荣耀50pro搭载高通骁龙778G芯片，后置一亿像素主摄，支持GPU Turbo X游戏优化，其中荣耀50有居中挖孔曲面屏设计，66W有线快速充电，荣耀50pro有左上角双摄挖孔曲面屏及100W有线快速充电，而荣耀50SE则有联发科天玑900，居中单挖孔直屏，66W有线快速充电。

## 发布
2021年6月16日，荣耀终端在上海东方体育中心举办荣耀50系列发布会，在此次发布会上，荣耀发布了荣耀50和荣耀50PRO。荣耀50系列是荣耀从母公司华为脱离以来，第一支在海外市场发售的手机，其海外版本搭载了Google服务。

## 配置
设计人员从禄莱经典的双镜头设计语言汲取灵感，设计了独特美感的双镜头布局，用在在荣耀50的后背布局。荣耀50手机搭载1.08亿的主摄，首发晓龙778G处理器，集成骁龙X53的5G基带。
荣耀50系列的海外机型预装谷歌GMS服务，拥有雪水晶、夏日琥珀、墨玉青、亮黑色四种颜色。荣耀CEO赵明在发布会现场表示：“我敢保证，这是今年最美的手机”。

## 销售和推广
荣耀50的宣传口号是“美，一拍即和”。
2021年6月17日，自媒体快科技称：截至预售开启前，京东荣耀50以及荣耀50 Pro的新机预约人数总和已超过百万。

2021年6月25日，泡泡网发文称“6月25日荣耀50系列首销刚刚开启1分钟，销售额即破5亿元，产品的热度与实力可见一斑。”